# 北条経時
北条 経時（ほうじょう つねとき）は、鎌倉時代前期の北条氏得宗家の一門。鎌倉幕府の4代執権（在職：仁治3年6月15日〈1242年7月14日〉 - 寛元4年3月23日〈1246年4月10日〉）。
第3代執権の北条泰時の嫡男であった北条時氏の長男。母は賢母で名高い松下禅尼（安達景盛の娘）で、第5代執権となる北条時頼の同母兄にあたる。

## 生涯

### 執権職相続
父の時氏は寛喜2年（1230年）6月に早世し、その他の北条泰時の子である北条時実も殺害されていたため、嫡孫の経時が泰時の後継者と目されていた。父・時氏が存命中の嘉禄2年（1226年）には祖父・泰時の意向で宇都宮泰綱の娘と婚約している。寛喜2年（1230年）6月18日に父が早世すると、経時は父が就任していた若狭守護職を務めた（『若狭国守護職次第』）。ただしその期間は明確ではなく、熊谷隆之は時氏の死去から翌年までの期間で、7歳の少年が実務などできるわけが無く実際は泰時が後見しており、時氏の後継者としての立場を明確にするために名目上の守護にしたとされている。
天福2年（1234年）3月5日に11歳で元服する。元服式は第4代将軍の藤原頼経の御所で行なわれて頼経が加冠し、理髪は北条時房が行ない、頼経の偏諱を賜って弥四郎経時と名乗った（『吾妻鏡』）。弥四郎の仮名は北条時政や北条義時の仮名である「四郎」を意識してのもので、得宗嫡流の正当性を示そうとする泰時の意思があったとされている。同年8月1日に幕府の小侍所別当に任命され、嘉禎2年（1236年）12月26日まで務めた（『吾妻鏡』）。嘉禎3年（1237年）2月28日に左近衛将監に任じられ、翌日に従五位下となる（『武家年代記』）。
仁治2年（1241年）6月28日、祖父・泰時より評定衆の一人に列せられた（『吾妻鏡』）。8月12日には従五位上となる（『武家年代記』）。この年、59歳の泰時は体調を崩して健康不安を抱えており、経時を後継者として確立するために急いでいたとされている。この年の11月25日に泰時は経時を呼んで政務について訓戒しており、泰時は経時に対して泰平を尊重するために文治に励み、「特に実時とは何事も相談して協力せよ」と諭している。経時は実時と同年齢であり、かつて泰時を叔父の時房が助けたように経時にも実時を配す事で次代の安全を図ったようである。またこの時に行われた酒宴には経時や実時だけでなく、三浦泰村・後藤基綱・二階堂行盛・太田康連ら有力御家人や実務官僚が顔を揃えており、正式な後継者指名の場であったとする指摘もある。
仁治3年（1242年）6月15日、泰時の死去に伴って、6月16日に経時は19歳で執権となる（『尊卑分脈』『系図纂要』）。しかし泰時の死と若年の経時の継承により侮りがたい敵対勢力という不安定要因を抱えた政権となった。さらに連署は置かれなかった。石井清文は、北条氏一門ならば朝時・重時・時盛・政村・有時・実時らが、非北条氏一門ならば足利義氏や三浦泰村なども候補になり得たであろうが、経時を単独で支えられるような卓越した有力者がおらずに互いに牽制しあう関係にあるという政治的不安定要因が連署の設置を断念させ、また北条時房の没後に泰時が執権・連署を置かなかったことも経時に単独執権制を選択させたとしている（仁治三年の政変）。

### 経時の執権政治
経時の政権は一族の重時ら重鎮が支える体制が取られ、その初期は穏やかに過ぎた。寛元元年（1243年）6月12日に正五位下に叙され（『鎌倉年代記』）、7月8日に泰時と同じ武蔵守に任官した（『関東評定衆伝』）。
執権就任後、経時は訴訟制度の改革を行い（『吾妻鏡』）、寛元元年（1243年）2月15日に問注所での判決草案作成について重要案件は2か月、中程度は1か月、それ以外は20日と期限を定めた。2月26日には評定衆を3つのグループに分けて、それぞれ月に5日ずつ会議日を定めて訴訟を担当させたが、これは従来の全員参加の評定では欠席も多く、裁判の迅速と正確を期するために行なわれたもので、後の時頼時代に定められた引付衆制度の先駆けとなった。7月10日には問注所での訴訟において、原告と被告双方の書類が整っている場合は対決を省略して判決を定める事、9月25日には判決原案を将軍に見せてから裁決の下知状を作成するという手続きを簡素化して、将軍に見せる事無く原案に従って奉行人が下知状を作成するようにしている。

### 将軍職の交代
将軍の頼経は寛元2年（1244年）の時点で27歳に成長していた。そのため、将軍の側近には北条光時、三浦泰村など反執権勢力による集団が形成されつつあり、得宗家と対抗するようになっていた。4月に頼経は将軍職を嫡男の頼嗣に譲っている。『吾妻鏡』では頼経の意志によるものと記されるが、状況から勘案して信じるに足らず、経時によって強制的に譲らされたとする見解がある。経時は頼経の側近集団を解体するため、頼経の将軍職を解任させ、新将軍に頼経の子の頼嗣を擁立し、頼嗣を急いで元服させて烏帽子親は経時自らが務めた。これらは頼経の解任、頼嗣の擁立に経時が主導的立場を果たしている事をうかがわせているとされる。一方で、頼経が現職の将軍としての制約を脱して「大殿」として院政的な形で権力を掌握することを考えていたとすれば、頼経にとっても決してマイナスな提案ではなかったとする見方もある。
実際、前将軍となった頼経はなおも鎌倉に留まって頼嗣を補佐した。頼嗣の将軍宣旨の書状を御所に持参した際、それを受け取ったのは頼経であった。頼経は「大殿」「前大納言家」と尊称され（『吾妻鏡』）、また三浦光村や千葉秀胤らが新たに評定衆に加えられるなど（『関東評定衆伝』）、反執権派の巻き返しも行われた。このため、経時は頼経の京都への送還を計画したが、12月に幕府政所や経時、時頼の屋敷が失火に見舞われるなどしたため失敗する。なお、この計画については、頼経が自己を含めた側近たちの官位昇進を図って北条氏に対して有利な政治的状況を作り出すために考え出された反執権派によって計画された頼経の上洛計画であり、むしろその危険性に気付いた経時兄弟が上洛中止の口実作りのために意図的に自らの屋敷に火を放った可能性もあるとする異論も出されている。また、経時自身も頼経の烏帽子子であり、さらに小侍所別当を務めたりなど頼経、三浦氏らと親密な関係にあり、頼経やその一派にとれる態度には自ずと限界があったのも確かである。
このため寛元3年（1245年）7月26日、頼嗣に妹の檜皮姫を嫁がせた。この結婚には暦の上で縁起が良くないなど反対意見も多かったが、経時はあえて強行した（『吾妻鏡』）。この結婚で経時の得宗家は頼嗣の外戚としての立場を獲得し、将軍の後見役となり反執権派を一時的に押さえ込む事に成功した。

### 最期
経時は寛元3年（1245年）前後から体調を崩していた。5月29日には黄疸を患い、6月19日には一時症状は治まる。しかし7月24日に体調不良により祈祷が行なわれ、7日後に回復している（『吾妻鏡』）。『平戸記』によると8月6日に経時の病状がかなり悪化しているという噂が京都にも伝わっていたという。
9月4日には正室の宇都宮泰綱の娘が15歳で死去。9月27日、経時は病が再発して一時意識を失うに至り、鎌倉中が大騒ぎになった（『吾妻鏡』）。10月11日には頼経のために酒宴を取り仕切っているため（『吾妻鏡』）、それ以前には回復していたようである。このように経時は体調不良が続いたため、弟の時頼を名代にしている。
寛元4年（1246年）正月には椀飯の沙汰を務めるが、2月頃には妹の御台所である檜皮姫も病に伏せるようになる。また頼嗣も病弱だった。
心労が重なり、遂に3月21日には深刻な病状に陥り危篤状態となった経時には、治療や「逆修」などの仏事が慌ただしく行なわれた。3月23日、経時の屋敷で「深秘の御沙汰」と呼ばれる重大秘密会議が行なわれる（『吾妻鏡』）。この会議で、経時の2人の息子が幼少のため、次弟の北条時頼に執権職を譲る事が決められた。これは経時の発案だったという（『吾妻鏡』）。ただ、『吾妻鏡』の記述は時頼の相続を正当化するために経時の発案である事を強調したり、将軍の命令を受けていたとするなどしている事から、執権交替に際して何らかの裏があったとする説もあり、経時は頼経やその一派と親密な関係にあったため、その関係に不満があった得宗家一派から引退に追い込まれたとする説もある。その一方で、名越一族など、反得宗家勢力が動きが激しくなる中で得宗家の兄弟の対立は相手を利するだけという政治的判断が兄弟間の合意に至らしめたとする説もある。
3月27日、経時は出家の意思を頼経に伝えた。4月19日、出家して安楽と号した（『吾妻鏡』）。そして閏4月1日に死去した（『吾妻鏡』『鎌倉年代記』）。享年23。その死と同時に、宮騒動が勃発することになる。
息子たちは出家して僧となり、それぞれ隆政、頼助と称した。

## 人物
わずか4年の政権運営を担い23歳で没している事から執権職の激務が窺える。だが経時は当時評価されておらず、大叔父で当時六波羅探題北方であった重時は前内大臣の源定通に「経時事あるといえども、穢気及ぶべからず」と述べた（『葉黄記』4月24日条）。先代の泰時や先々代の義時が死去した際は朝廷の政務や行事が30日間延引される事態になっていたが（『勘仲記』『師守記』）、経時が死去しても政務を延引する必要は無いと重時が述べたというのである。わずか4年の政権であり義時・泰時政権と経時政権は同列ではないと重時は評したのである。ただし朝廷は経時の死で30日間の触穢に入った。
弟の時頼が経時より器量人であったとする逸話もある。泰時が経時を政務で訓戒して4日目に三浦氏と結城氏・小山氏の喧嘩があった。経時は三浦氏に加担して自分の家人を助勢に送ったが時頼は静観していた。泰時は将軍後見の重任に当たる身としては御家人の紛争から超然として公平な処置を行なうべきであり、経時の処置は慎重を欠くとして泰時から謹慎を命じられている。ただし時頼の執権職相続を正当化するために作為された逸話ではないかともされる。一方で訓戒の2か月前の9月に経時は三浦泰村やその一族を連れて9日間にわたって狩りを行うなど密接な関係にあり、後に三浦氏と対決する時頼と異なり、三浦氏との協調を図ってその後ろ盾を得ていた経時という構図で考えることも出来るとする説もある。

## 系譜
- 父：北条時氏
- 母：松下禅尼…安達景盛の娘
- 妻：宇都宮泰綱の娘
- 妻：讃岐女房
  - 男子：隆政
- 生母不明
  - 男子：頼助

## 経歴
※ 日付＝旧暦
- 天福2年8月1日、幕府の小侍所別当となる。8月11日、従五位下に叙し、左近衛将監に任官。左近大夫と称する。
- 仁治2年（1241年）6月、幕府の評定衆となる。8月12日、従五位上に昇叙。左近衛将監如元。
- 仁治3年（1242年）6月15日、執権となる。
- 寛元元年（1243年）6月12日、正五位下に昇叙。左近衛将監如元。7月8日、武蔵守に転任。
- 寛元4年（1246年）3月23日、執権辞職。4月19日、落飾し、安楽と号す。閏4月1日、卒去。享年23。

## 偏諱を与えた人物
- 宇都宮経綱（宇都宮泰綱の子で経時の義兄弟、娘に第11代執権北条宗宣継室がいる）
- 河越経重[37][38]
- 佐々木経泰（六角経泰）[注釈 6]
- 少弐経資[40]
- 大友親時
- 毛利経光